# Drepanosticta bicolor
Drepanosticta bicolor – gatunek ważki z rodziny Platystictidae.